# Theodor von Hase
Theodor von Hase oder Theodor de Hase (auch Theodor Hase; * 30. November 1682 in Bremen; † 25. Februar 1731 ebenda) war ein deutscher reformierter Theologe, Geistlicher und Hochschullehrer.

## Leben
Hase war Sohn des reformierten Theologen Cornelius de Hase. Nachdem er die Trivialschule durchlaufen hatte, wurde er im April 1699 am Bremischen Gymnasium aufgenommen. Von dort ging er 1702 an die Universität Marburg. Dort blieb er bis 1704. Als frischer Kandidat des Predigeramtes ging er auf eine etwa einjährige Studienreise, die ihn nach Hanau, Herborn, Duisburg, Utrecht und Leiden führte. Im Herbst 1705 wurde er Adjunkt an der Liebfrauenkirche in Bremen.
Hase erhielt 1706 einen Ruf als Professor der geistlichen Philosophie und schönen Wissenschaften an der Hohen Landesschule in Hanau, die er im Juni 1707 antrat. Im Januar 1709 kehrte er nach Bremen zurück. Dort wurde er Prediger an der Liebfrauenkirche und zugleich Professor am hochschulischen Gymnasium illustre Bremen. Seine Promotion zum Doktor der Theologie erfolgte 1712 an der Brandenburgischen Universität Frankfurt und 1718 wurde er zum Mitglied der Preußischen Akademie der Wissenschaften gewählt. 1723 erhielt er schließlich vom Rat in Bremen die Stelle als ordentlicher öffentlicher Professor der Theologie.
Hase hatte ab 1729 mit mehreren Schlaganfällen zu kämpfen und starb schließlich an den Folgen.

## Werke (Auswahl)
- De onolatreiai, sive calumnia cultus asiniana a gentilibus olim Judaeis et Christianis impacta diatribe, Ehrts, Erfurt und Leipzig 1716.
- De Naphthalitide Patria Apostolorum, ad illuminandum illustre Jacobi Oraculum, quod legitur Gen. XLIX, 21, Janus, Bremen 1724.
- Museum Historico-Philologico-Theologicum, 2 Bände, Jäger, Bremen 1728–1729.
- Dissertationum Et Observationum Philologicarum Sylloge, Jäger, Bremen 1731.